# Cosmozetes negroi
Cosmozetes negroi är en kvalsterart som beskrevs av Balogh och Sandór Mahunka 1977. Cosmozetes negroi ingår i släktet Cosmozetes och familjen Microzetidae. Inga underarter finns listade i Catalogue of Life.